# Diputació Foral d'Àlaba
Diputació Foral d'Àlaba (Arabako Foru Aldundia en basc) és l'òrgan de govern del territori històric d'Àlaba (País Basc). A més de les competències ordinàries que exerceixen les diputacions provincials de les restants províncies d'Espanya, la Diputació Foral d'Àlaba exerceix competències específiques derivades de la seva naturalesa com territori històric del País Basc, en virtut del seu Estatut d'Autonomia, per exemple té importants competències tributàries, en urbanisme i en assumptes socials. Al seu capdavant està el govern foral d'Àlaba, format pel consell de diputats, i el seu president, conegut com a Diputat General.

## Diputat General
Al capdavant de la Diputació Foral es troba un Diputat General (en basc Diputatu Nagusia o Aldun Nagusia), que és escollit per Juntes Generals d'Àlaba, parlament provincial.

### Diputats Generals d'Àlaba des de la Transició
- 1979-1983: Emilio Guevara Saleta (PNB)
- 1983-1987: Juan María Ollora Ochoa de Aspuru (PNB)
- 1987-1991: Fernando Buesa Blanco (PSE-PSOE)
- 1991-1995: Alberto Ansola Maiztegui (PNB)
- 1995-1999: Félix Ormazábal Ascasíbar (PNB)
- 1999-2007: Ramón Rabanera Rivacoba (PP)
- 2007-2011: Xabier Aguirre Lopez (PNB)
- 2011-2015: Javier de Andrés Guerra (PP)
- 2015 - : Ramiro González Vicente (PNB)